# Olaf Olafsson
Olaf Olafsson (IJslands: Ólafur Jóhann Ólafsson; Reykjavik, 26 augustus 1962) is een IJslandse auteur en manager. Hij woont in de Verenigde Staten met zijn vrouw Anna Ólafsdóttir en hun drie kinderen Ólafur Ólafsson Jóhann (1993), Arni Ólafsson (1995) en Sóley Ólafsdóttir (2004). Zijn bijnaam is Stompin' Olaf Olafsson (to stomp = stampen). Ólafur Jóhann Ólafsson, zoals hij officieel heet, is de zoon van de schrijver Ólafur Jóhann Sigurðsson.

## Beroepsleven
Olaf studeerde natuurkunde aan de Brandeis-universiteit (nabij Boston) met een beurs (Wien International Scholarship). Hij leidt twee totaal verschillende levens: enerzijds is hij executive vice president van Time Warner in New York, anderzijds is hij een succesauteur.
In 1985 ging hij bij Sony werken. In de jaren 90 was hij als CEO bij een dochtermaatschappij van Sony onder meer verantwoordelijk voor de introductie van de PlayStation en betrokken bij de ontwikkeling van de cd. Van 1996 tot 1998 werkte hij voor het bedrijf Advanta. Sinds 1999 is hij verbonden aan Time Warner Digital Media.

## Schrijverschap
Hij begon in 1986 met het schrijven van een bundel korte verhalen, Níu lyklar. Zijn eerste roman, Markaðstorg guðanna, verscheen in 1988. Sindsdien heeft hij meerdere romans en theaterstukken geschreven. In 1991 werd zijn roman Fyrirgefning syndanna, een verhaal over de ontleding van wraak en het kwaad, voor de IJslandse literatuurprijs voorgedragen. Het betekende een internationale doorbraak voor Olaf. De roman werd in veertien talen vertaald en kwam in 2007 onder de titel Vergiffenis in Nederland uit. In 1999 publiceerde hij Sloð fiðrildanna (Nederlandse vertaling De thuisreis). Dit werd in IJsland de best verkochte roman ooit. In 2007 maakte Paloma Pictures (Hollywood) bekend deze bestseller onder regie van Liv Ullman te willen verfilmen.

## Adaptaties
- Snerting werd in 2024 verfilmd onder regie van Baltasar Kormákur.